# Microcos latistipulata
Microcos latistipulata är en malvaväxtart som först beskrevs av Henry Nicholas Ridley, och fick sitt nu gällande namn av Karl Ewald Maximilian Burret. Microcos latistipulata ingår i släktet Microcos och familjen malvaväxter. Inga underarter finns listade i Catalogue of Life.